# Модебадзе, Нодар Арчилович
Нодар Арчилович Модебадзе (29 октября 1950, 20 ноября 1950 или 29 сентября 1950 — 8 августа 2016) — советский борец вольного стиля, призёр чемпионатов СССР, чемпион Европы, обладатель Кубка мира, мастер спорта СССР международного класса.

## Биография
Увлёкся борьбой в 1967 году. Участвовал в семи чемпионатах страны. В 1968 году выполнил норматив мастера спорта СССР. В 1979 году оставил большой спорт.

## Спортивные результаты
- Чемпионат СССР по вольной борьбе 1973 года — ;
- Вольная борьба на летней Спартакиаде народов СССР 1975 года — ;
- Чемпионат СССР по вольной борьбе 1977 года — ;
- Абсолютный чемпионат СССР по вольной борьбе 1977 года — [3]